# Drslavice
Drslavice (deutsch Drißlawitz, früher Drislawitz) ist eine Gemeinde in Tschechien. Sie liegt sechs Kilometer westlich von Prachatice in Südböhmen und gehört zum Okres Prachatice.

## Geographie

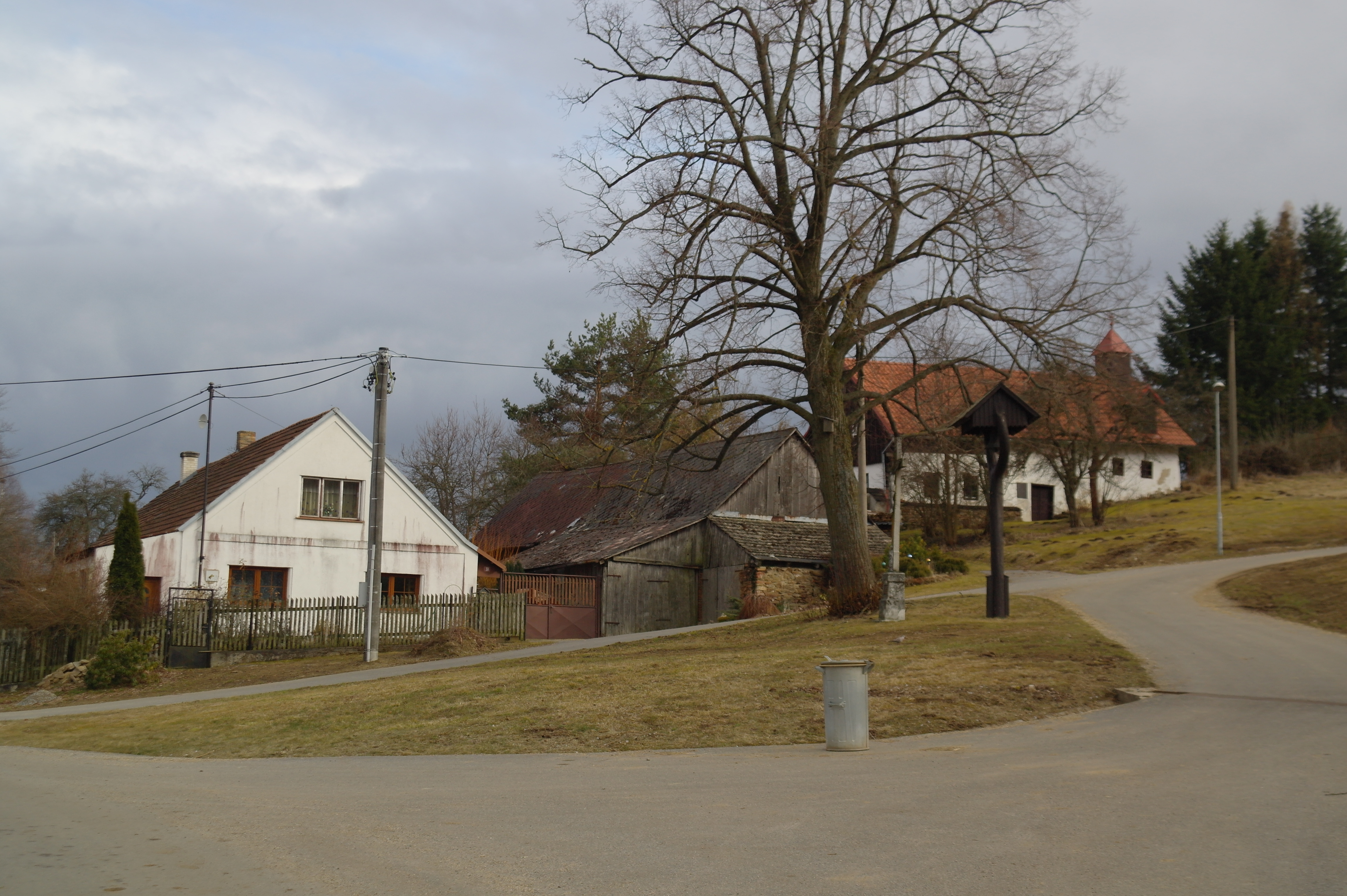
Drslavice

Drslavice befindet sich rechtsseitig über dem Tal des Žárovenský potok (Rebenbach) im Vorland des Böhmerwaldes. Nördlich erhebt sich der Lomec (766 m), im Nordosten der Stráž (701 m), südlich der Drslavický kopec (679 m), im Westen der Vrch (754 m) und nordwestlich die Studená (885 m).
Nachbarorte sind Lažiště im Norden, Milešín, Dvory und Podedvorský Mlýn im Nordosten, Zábrdí im Osten, Zábrdský Mlýn und Kratušín im Südosten, Saladín im Süden, Chlístov, Trpín und Chválov im Südwesten, Studená, Borek und Škarez 1. díl im Westen sowie Škarez 2. díl, Švihov und Žárovná im Nordwesten.

## Geschichte
Der Ort war der Stammsitz der Vladiken von Drslavice, die in den Diensten der Rosenberger standen. Die erste schriftliche Erwähnung von Drslavice erfolgte 1384, als Štěpán von Drslavice († 1390) der Kirche in Bavorov den Zehnt für das Dorf zahlte. Im Jahr darauf wurde er im Zusammenhang mit Abgaben für die Heiliggeist-Kapelle erneut erwähnt. 1395 fiel das Gut nach Petr von Drslavices Tod an die Krone Böhmen heim.
Im Jahre gehörte 1415 Petr genannt Rychart von Drslavice zu den Unterzeichnern einer Protesturkunde gegen die Verbrennung von Jan Hus in Konstanz. Da sich seine Petschaft unmittelbar hinter der des Vormunds von Ulrich von Rosenberg, Vinzenz von Wartenberg befindet, wird angenommen, dass auch Petr genannt Rychart von Drslavice, der wahrscheinlich kein Abkömmling des ursprünglichen Vladikengeschlechts war, in enger Beziehung zu den Rosenbergern stand. Später änderte sich dies; Ulrich von Rosenberg trat kurz nach dem Ausbruch der Hussitenkriege zu den Katholiken über, während Petr von Drslavice Kalixtiner blieb. 1424 bekämpfte Petr von Drslavice gemeinsam mit dem Hauptmann der Taboriten, Jan Smilek von Krems, Ulrich von Rosenberg. Nach der Zerstörung der Burg Hus im Jahre 1441 wurde ein Teil der zugehörigen Dörfer an Drslavice angeschlossen. Über die Besitzer der Herrschaft ist aus jener Zeit nichts überliefert.
1479 sind die Brüder Jaroslav und Petr Boubínský von Újezd im Zusammenhang mit einer Fehde mit dem Passauer Fürstbischof Ulrich von Nußdorf, bei der Drslavice von bayerischen Truppen niedergebrannt wurde, als Besitzer des Gutes überliefert. Auf Petr Boubínský, der das Gut bis 1493 besaß, folgte dessen Sohn Diviš, der bis 1522 nachweislich ist. Von ihm erwarb Wolf Wienar von Murau (Volf Binar z Murau, † 1548) in den 1530er Jahren das Gut Drslavice; beim 1538 erfolgten Eintrag in die Landtafel wurde die Feste erstmals urkundlich erwähnt. Wolf Wienar bestimmte am 26. Oktober 1548 seine minderjährige Tochter Maryna zur Alleinerbin des Gutes Drslavice sowie seines Hauses in Budweis und setzte für den Fall eines frühzeitigen Todes der Tochter seine Frau Anna von Vztuh mit der Verpflichtung zum Verkauf des Gutes an Peter Robenhaupt von Sucha (Petr Robmhap ze Suché) als treuhänderischer Mittelmann der minderjährigen Brüder Wilhelm und Peter Wok von Rosenberg als Erbin ein. Letzterer Fall trat noch 1548 ein; das hauptsächliche Interesse des neuen Verwalters galt der herrschaftlichen Brauerei, zudem wurde die Feste Sitz des herrschaftlichen Schreibers Jan Klatovský. Im Jahre 1549 wurde die Feste zugleich zum Sitz des herrschaftlichen Beamten Jan von Ploskovice, der 1550 die eingenommenen Gelder unterschlug und nach Salzburg floh.
1551 wurde das Gut Drslavice gegen Zahlung von 1200 Schock Groschen den Brüdern von Rosenberg in der Landtafel übereignet. Im selben Jahre wurde Jan Černý zum Verwalter der Brauerei und des Gutes bestellt, er verwaltete noch bis 1566 zugleich auch die Herrschaften Winterberg und Gans. Die Brauerei wurde 1560 an Šimon Vodička aus Pilsen übertragen, ihm folgten 1561 Linhart Holub und 1572 Petr Skala. 1575 vereinbarte Wilhelm von Rosenberg mit den brauberechtigten Prachatitzer Bürgern die Einstellung der Bierbrauens in Drslavice und Übertragung der Braurechte gegen 2000 Schock Meißner Groschen auf die Schenken in Prachatice. Letzter Verwalter der Herrschaft war im 1595 Bedřich Čejkovský. Im selben Jahre verpfändete Peter Wok von Rosenberg das Gut Drslavice für 25.000 Böhmische Groschen an Adam Herzan von Harras. 1602 löste er das Pfand wieder aus und bestellte Simon Hansperger von Hansperg (Šimon Hanšpergar z Hanšperka) zum Verwalter. Im Jahre 1603 verkaufte Peter Wok von Rosenberg das Gut Drslavice und die Besitzungen der wüsten Burg Hus für 7000 böhmische Groschen an Wolf Nowohradsky von Kolowrat († 1609), der beide Herrschaften mit seiner im Jahre 1601 erworbenen Herrschaft Winterberg vereinigte. Mit dem Anschluss des Gutes Drslavice an die Herrschaft Winterberg verlor die Feste ihre Funktion als Herrensitz. Ihm folgte sein Sohn Joachim Nowohradsky von Kolowrat, der seine Güter 1618 für 77.000 Schock Meißnische Groschen an Dietrich Malovec von Malovice auf Frauenberg veräußerte. Dieser Kauf kam jedoch letztlich nicht zustande, da das Ständedirektorium die von Dietrich Malovec bei der Landtafel vorgelegte Hälfte der Kaufsumme zur Deckung der eigenen Ausgaben veruntreut hatte.
Nachdem die kaiserlichen Truppen unter Führung von Karl von Bucquoy am 10. Juni 1619 in der Schlacht bei Sablat das Ständeheer unter Ernst von Mansfeld geschlagen hatten, zogen sie plündernd durch die in protestantischen Besitz befindlichen Gebiete Südböhmens. Am 20. Juni 1619 fielen kaiserliche Husaren in Drslavice ein und setzten das Dorf und das Schloss in Brand. Nach der Schlacht am Weißen Berg erhielt Joachim Nowohradsky von Kolowrat seine unwirksam verkauften Güter zurück. Wegen Misswirtschaft und Überschuldung fielen diese später der Zwangsverwaltung anheim. Im Jahre 1627 verkaufte die dazu eingesetzte Kommission die Feste Drslavice sowie die Städtchen Husinec und Záblatí an Hans Ulrich von Eggenberg, dem Kaiser Ferdinand II. bereits 1622 für treue Dienste u. a. die Herrschaft Winterberg und das Gut Hus überlassen hatte. Dieser vereinigte Drslavice letztendlich mit der Herrschaft Winterberg. Die Eggenberger erneuerten den Hof Drslavice. An der Feste und der Brauerei zeigten sie wenig Interesse und überließen diese dem Verfall.
Bis in die 1770er Jahre wurde die Feste als Vorwerkshof mit einem wüsten Herrensitz bezeichnet. Johann Christian von Eggenberg vererbte die Güter 1710 seiner Frau Marie Ernestine von Schwarzenberg, welche sie 1719 ihrem Bruder Adam Franz Fürst von Schwarzenberg hinterließ. Ihm folgten 1732 sein Sohn Joseph Adam Fürst von Schwarzenberg, ab 1782 Johann I. Nepomuk Anton Fürst von Schwarzenberg und ab 1789 Joseph II. Fürst von Schwarzenberg, den 1833 sein Sohn Johann Adolf II. Fürst von Schwarzenberg beerbte. Joseph Adam Fürst von Schwarzenberg besichtigte 1776 die wüste Feste und fand sie für eine Nutzung als Speicher für Korn und Hafer geeignet. Ab 1804 begann Joseph II. Fürst von Schwarzenberg mit dem Verkauf von Teilen der Feste an Untertanen, die sie zu Wohnzwecken umgestalteten.
Im Jahre 1840 bestand Drißlawitz/Drislawice aus 38 Häusern mit 285 deutschsprachigen Einwohnern. Im Ort befand sich das von 19 deutschen Familien bewohnte alte Schlossgebäude. Zu Drißlawitz gehörte die Einschicht Chwalow mit sechs Chaluppen. Pfarrort war Laschitz, Drißlawitz war das einzige deutschsprachige Dorf der Pfarre. Bis zur Mitte des 19. Jahrhunderts blieb das Dorf immer der Allodialherrschaft Winterberg untertänig.
Nach der Aufhebung der Patrimonialherrschaften bildete Drslavice/Drißlawitz ab 1850 einen Ortsteil der Gemeinde Švihov in der Bezirkshauptmannschaft Prachatice. Nachdem Prachatice 1938 infolge des Münchner Abkommens an das Deutsche Reich abgetreten werden musste, verblieb Drslavice bei der Tschechoslowakei und gehörte zwischen 1938 und 1945 zum Bezirk Písek und Gerichtsbezirk Netolice. Nach dem Ende des Zweiten Weltkrieges kam das Dorf wieder zum Okres Prachatice zurück. 1961 wurde Drslavice zusammen mit Švihov nach Lažiště eingemeindet. Nach einem Referendum lösten sich Drslavice und Švihov zum 24. November 1990 wieder von Lažiště los und bildeten die Gemeinde Drslavice. Am 1. Mai 1991 wurde Škarez 1. díl von Lažiště nach Drslavice umgemeindet. Die Ansiedlungen Chválov und Trpín erhielten am 10. April 2003 den Status von Ortsteilen.

## Gemeindegliederung
Die Gemeinde Drslavice besteht aus den Ortsteilen Chválov (Chwalow), Drslavice (Drißlawitz), Škarez 1. díl (Skares 1. Anteil), Švihov (Schwihau) und Trpín (Trbine) sowie den Einschichten Borek (Borken) und Studená (Luh). Grundsiedlungseinheiten sind Drslavice und Švihov.
Das Gemeindegebiet bildet den Katastralbezirk Švihov u Lažišť.

## Sehenswürdigkeiten

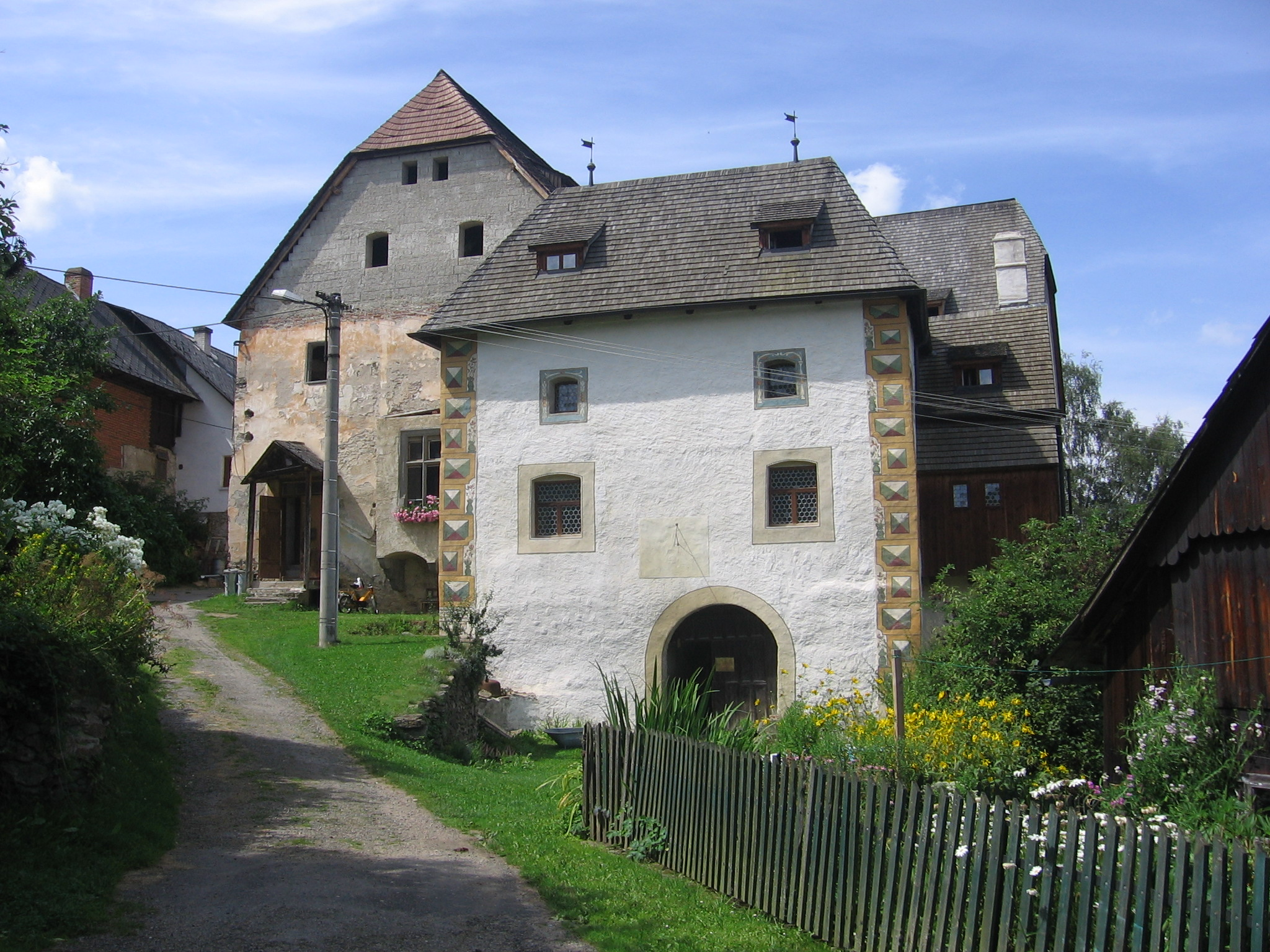
Feste Drslavice

Die Feste Drslavice, ein in der zweiten Hälfte des 14. Jahrhunderts errichtete spätgotische Bau, ist seit 1538 dokumentiert und wurde später im Renaissancestil umgestaltet. Im Jahre 1619 brannte er aus. Mit dem Anschluss der Herrschaft Drslavice an die Herrschaft Winterberg verlor die Feste ihre Funktion als Herrensitz. Zwischen 1777 und 1778 erfolgte der Umbau zum Kontributionsspeicher. Nach dessen Auflösung erfolgte 1803 eine Teilparzellierung des Gutes und die Nutzung der Feste als Wohnhaus. Der Nordflügel wurde dabei zweigeteilt und die eine Hälfte zu einem Wohnhaus umgebaut. Lediglich der Westflügel wurde bis 1894 als durch die Fürsten zu Schwarzenberg als Getreidespeicher weitergenutzt. 1931 kauften die Eheleute Josef und Maria Švejda den Westflügel. Nach der Enteignung und Verstaatlichung im Jahre 1948 verkam die Feste gänzlich. Sie wurde zu Beginn der 1990er Jahre im Zuge eines Restitutionsverfahrens an Zdeněk Švejda übereignet, der sukzessive mit der Rekonstruktion des Bauwerks begann.